# Челици за побољшање
Челици за побољшање одликују се већом тврдоћом и жилавошћу. Имају велику површинску тврдоћу и добру отпорност на хабање. 
Примењују се за коване делове пречника до 250 mm изложене ударним и наизменично променљивим оптерећењима.
Стандард који дефинише челике за побољшање је ЕN 10083.